# Bousso
Bousso er en by i Tchad og er hovedbyen i departementet Loug Chari. 